# Парксвілл (Південна Кароліна)
Парксвілл (англ. Parksville) — місто (англ. town) в США, в окрузі Маккормік штату Південна Кароліна. Населення — 120 осіб (2020).

## Географія
Парксвілл розташований за координатами 33°47′10″ пн. ш. 82°13′2″ зх. д. / 33.78611° пн. ш. 82.21722° зх. д. (33.786244, -82.217226).  За даними Бюро перепису населення США в 2010 році місто мало площу 1,89 км², з яких 1,89 км² — суходіл та 0,00 км² — водойми.

## Демографія
Згідно з переписом 2010 року, у місті мешкало 117 осіб у 56 домогосподарствах у складі 38 родин. Густота населення становила 62 особи/км².  Було 70 помешкань (37/км²).
Расовий склад населення:
| - 94,0 % — білих - 2,6 % — чорних або афроамериканців |

До двох чи більше рас належало 3,4 %. Частка іспаномовних становила 0,9 % від усіх жителів.
За віковим діапазоном населення розподілялося таким чином: 12,8 % — особи молодші 18 років, 67,5 % — особи у віці 18—64 років, 19,7 % — особи у віці 65 років та старші. Медіана віку мешканця становила 48,9 року. На 100 осіб жіночої статі у місті припадало 108,9 чоловіків;  на 100 жінок у віці від 18 років та старших — 104,0 чоловіків також старших 18 років.
Середній дохід на одне домашнє господарство  становив 57 004 долари США (медіана — 56 250), а середній дохід на одну сім'ю — 69 747 доларів (медіана — 68 750). За межею бідності перебувало 10,9 % осіб, у тому числі 0,0 % дітей у віці до 18 років та 6,3 % осіб у віці 65 років та старших.
Цивільне працевлаштоване населення становило 50 осіб. Основні галузі зайнятості: освіта, охорона здоров'я та соціальна допомога — 24,0 %, будівництво — 22,0 %, транспорт — 20,0 %.